# استوک شرقی، دورست
استوک شرقی (به انگلیسی: East Stoke) یک روستا و محله مدنی در بریتانیا است که در Purbeck واقع شده‌است. استوک شرقی ۴۱۰ نفر جمعیت دارد.